# Saisunee Jana
Saisunee Jana (en thaïlandais : สายสุนีย์ จ๊ะนะ), née le 15 juin 1974 à Chiang Mai, est une escrimeuse (handisport) thaïlandaise. Elle a remporté à cinq reprises l'or paralympique entre 2004 et 2024, devenant la première femme championne paralympique thaïlandaise et la première femme à s'imposer à l'épée, au fleuret et au sabre lors de la même édition des Jeux, à Paris, en 2024.

## Biographie
Saisunee Jana est issue d'une famille pauvre de Chiang Mai. Son environnement et les brimades dues à sa condition sont de son aveu l'une de ses principales sources de motivation. Déterminée à améliorer le sort de sa famille, elle travaille à l'usine dès son adolescence dans la province de Lampang. À l'âge de dix-sept ans, un accident de motocyclette impliquant un camion la laisse paralysée des deux jambes. Elle met plus de trois ans à accepter son handicap.
Le sport lui permet de retrouver confiance et réussite. Elle se lance dans le basket-ball en fauteuil roulant et intègre l'équipe nationale en seulement trois mois. Cependant, la mauvaise entente dans l'équipe la pousse à choisir un sport individuel. Elle débute donc l'escrime handisport. En 1999, ses débuts en compétition aux Jeux d'Asie du Sud-Est handisport lui permettent d'obtenir un prix substantiel de 800 000 bahts lui permettant de régler les dettes de sa famille et de leur offrir un logement. Sa motivation s'en trouve augmentée.
Elle remporte l'or aux Jeux paralympiques de 2004, puis le bronze en 2008 et de nouveau l'or en 2012. Ses succès et sa renommée lui apportent une certaine sécurité matérielle. Saisunee Jana présente une émission sur la chaîne thaïlandaise PBS, faisant la promotion de personnalités nationales handicapées. Jana a été porte-drapeau de la délégation Thaïlandaise aux Jeux paralympiques de 2012.
En 2024, Saisunee Jana est de nouveau porte-drapeau de son pays aux Jeux paralympiques de Paris. Sportivement en difficulté depuis les Jeux de 2012, elle retrouve le sommet du podium en gagnant coup sur coup l'épreuve de sabre individuel, en dominant d'une touche la Chinoise Xiao Rong (15-14), puis de fleuret individuel contre la même adversaire (15-11 en finale), elle qui avait gagné ses deux premiers titres à l'épée. Ce faisant, elle décroche sa première médaille paralympique au sabre et la seconde au fleuret, 20 ans après les Jeux d'Athènes, et entre dans le cercle des champions paralympiques d'escrime aux trois armes. Au sommet de son art, elle parachève ses Jeux paralympiques individuels par un nouveau triomphe à l'épée en dominant une autre Chinoise, Kang Su, en finale. Menée 3-6, elle maîtrise sans partage la fin de l'assaut pour l'emporter par 15 à 7. Avec cette victoire, elle devient la seconde escrimeuse, hommes et femmes confondus, à réussir le triplé aux trois armes, cinquante-six ans après Roberto Marson.

## Palmarès
- Médaille d'or à l'épée aux Jeux paralympiques d'été de 2004 à Athènes
- Médaille d'or à l'épée aux Jeux paralympiques d'été de 2012 à Londres
- Médaille d'or au sabre aux Jeux paralympiques d'été de 2024 à Paris
- Médaille d'or au fleuret aux Jeux paralympiques d'été de 2024 à Paris
- Médaille d'or à l'épée aux Jeux paralympiques d'été de 2024 à Paris
- Médaille d'argent à l'épée aux Jeux paralympiques d'été de 2016 à Rio de Janeiro
- Médaille de bronze au fleuret aux Jeux paralympiques d'été de 2004 à Athènes
- Médaille de bronze à l'épée aux Jeux paralympiques d'été de 2008 à Pékin
- Médaille de bronze à l'épée aux Jeux paralympiques d'été de 2020 à Tokyo
- Médaille de bronze à l'épée par équipes aux Jeux paralympiques d'été de 2024 à Paris